# Carel Jozeph Grips

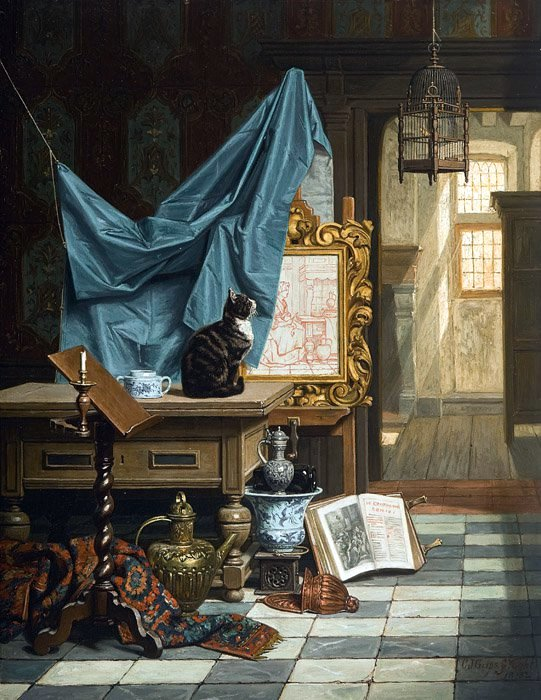
Das Atelier des Künstlers

Carel Jozeph Grips, auch Charles Joseph Grips (* 22. November 1825 in Grave; † 18. November 1920 in Vught) war ein niederländischer Maler, Zeichner und Lithograf.
Carel Jozeph Grips war als Sohn von Johannes Hubertus Grips und Gertruijda Cruijsen geboren. Grips ging 1837 nach Antwerpen, um an der Königlichen Akademie der schönen Künste zu studieren. Dann wurde er Schüler von Jan Hendrik van Grootvelt.
Er heiratete 1867 Hermina Maria Johanna Jacoba Gerdessen. Aus dieser Ehe wurden die zukünftigen Maler Ernest (1872–1970) und Frits Grips (1869–1961) geboren. Grips selbst gab seinen Söhnen sowie Antoon van Welie (1866–1956) Unterricht. Er lebte abwechselnd in den seiner Heimatstadt Grave und in Jette bei Brüssel, bis er sich 1881 in Vught niederließ. Er malte und lithographierte Genrebilder, insbesondere Interieurs, im Stil von Malern des 17. Jahrhunderts wie Pieter de Hooch. Seine Werke waren auch in Deutschland und in Großbritannien bekannt.
Grips starb kurz vor seinem 95. Geburtstag.